# Cruz de término de les Eres
La Cruz de término de les Eres se encuentra en un parterre en la entrada sur de Albaida (Valencia) España, en el centro de una fuente de forma circular, construida en piedra, en la comarca del Valle de Albaida, y está catalogada como Bien de interés cultural, aunque no hay expediente y no  está inscrita en el ministerio.

## Descripción histórico-artística
La cruz de término de las Eras es una valiosa pieza arquitectónica de estilo renacentista. Fue encargada por el Consejo de la Villa, tras la expulsión de los moriscos, en el año 1609. Su ubicación actual no es la originaria, que se encontraba en  la actual calle Eduardo Torres, zona donde antiguamente había eras, ya que era la salida de la población. Este cambio de ubicación se debió al crecimiento de la población.  La cruz está formada por una base cuadrangular con fuste cilíndrico liso y capitel de estilo corintio con algunos elementos decorativos modernos. Tiene una  profunda  decoración  en sus cuatro brazos, presidida por una figura del  Dios, como Padre Eterno en el centro de la misma, envuelta con elementos vegetales y florales, con la representación del Espíritu Santo en la parte inferior,  y, en los brazos laterales, las representaciones de Santo Domingo de Guzmán y San Vicente Ferrer. Además, en cada uno de los extremos superiores de la cruz aparecen  cabezas de ángeles envueltas en decoración floral típica del siglo XVII. En la parte central está representada la Virgen con Jesús niño y, en los extremos de la cruz, las efigies de los cuatro evangelistas representados mediante sus respectivos emblemas: el toro de San Lucas, el águila de San Juan, el ángel de San Mateo y el león de San Marcos. En la zona que separa el capitel de la cruz, encontramos un escudo. La construcción está realizada en piedra. Su estado de conservación es bueno.